# Slaget
Slaget er et aften/nat orienteringsløb for voksne spejdere og andre friluftsfolk. 

Løbets mål er at give voksne spejdere nytænkende og alternative oplevelser og udfordringer,
der forhåbentlig også kan være med til at inspirere dem til aktiviteter i deres lokale spejdergruppe.
Løbet finder sted hvert år, efterhånden er det blevet fast at det finder sted 2. weekend i november. Første udgave blev afholdt 19. September 1997 og fjerde udgave fandt sted i marts 2001. Alle andre udgaver er blevet afholdt i den mørke periode imellem disse to tidspunkter på året. I første omgang blev det forsøgt at gøre med den første fredag i november fast, men da det faldt sammen med en populær dag i de fleste øldrikkende danskeres juletradition (J-Dag) er hovedreglen nu den anden lørdag i november. 

Løbende finder sted i Danmark – Østjylland. De geografiske ydrepunkter har indtil videre være: 

Randers, Helgenæs, Silkeborg og Egtved. 

Hver udgave af slaget gives et fortløbende nummer, fx Slaget1, Slaget2, Slaget3... osv.
løbet afholdtes i år 2007, i den 11. udgave, altså er navnet på løbet i 2008: Slaget12.
Slaget1 blev holdt under navnet Slaget om Galten Kommune, da kun spejdere fra daværende Galten kommune var inviteret, i området fra Galten til Silkeborg. 

De første fire udgaver, blev afholdt som en bestemt rute der skulle gennemføres, men fra Slaget5, som blev afholdt omkring Hammel, har formen været som et sløjfeløb.
Løbet er arrangeret af Klan Vildænderne hos KFUM-Spejderne i Danmark.

## Placeringer for hidtil afholdte løb
- Slaget 12, omkring Søften og Hinnerup.
- Slaget 11, Århus by primært.
- Slaget X, Randbøldal.
- Slaget 9, Skanderborg og omegn.
- Slaget 8, Imellem Århus og Skanderborg.
- Slaget 7, Mols.
- Slaget 6, omkring Randers.
- Slaget 5, Hammel og Frijsenborgskovene.
- Slaget 4, Århus-Odder-Galten.
- Slaget 3, Silkeborg-Galten.
- Slaget 2, syd og vest for Århus.
- Slaget 1, Galten-Silkeborg-Ry-Galten